# 弧

圖中的曲線L便是一條圓弧。

弧是一條平面曲線，它是圓上兩點間的一段，包含兩個端點。
連接弧的兩個端點之間的線段被命名為弦。
若圓心位於弧與弦連接成的封閉圖形之內，這段弧稱為優弧。若圓心位於弧與弦連接成的封閉圖形之外，這段弧稱為劣弧。

## 優弧、劣弧
优弧是指圆心位于弧与弦连接成的封闭图形之内；劣弧是指圆心位于弧与弦连接成的封闭图形之外。簡單地說，大於半圓的弧即是優弧，而小於半圓的弧就叫劣弧。半圓則沒有優劣弧之分。

## 數學寫法
當要表示一條曲線上{\displaystyle A}與{\displaystyle B}兩點之間所形成的弧時，會寫成{\displaystyle {\overset {\frown }{AB}}}或{\displaystyle \mathrm {arc} \;AB}而不會只寫成{\displaystyle AB}，因為這樣寫表示這兩點間的線段，亦即是{\displaystyle AB}所成的弦（如上圖所示）。